# Superaereo
Superaereo fu la denominazione data allo Stato Maggiore della Regia Aeronautica durante la seconda guerra mondiale; entrò in funzione il 1º giugno 1940. Analogamente a esso furono costituiti Supermarina e Superesercito. Superaereo dipendeva direttamente dal Comando Supremo italiano.

## Storia
Oltre al comando principale a Roma, esistevano comandi secondari nell'Africa Orientale Italiana, fino alla sua caduta, in Africa settentrionale, nei Balcani e in Russia durante la relativa campagna. In particolare il Comando Aeronautico Albania della Regia Aeronautica era basato a Tirana e venne incaricato di supportare le operazioni terrestri durante la campagna di Grecia. Superaereo restò in funzione fino al 12 settembre 1943.
Dal 10 settembre 1943 avviene la ricostituzione di Superaereo a Brindisi che dal 12 settembre inizia l’attività bellica contro i Tedeschi con i reparti dell’Aeronautica italiana fino al 10 gennaio 1944 quando viene disciolto per ricostituire lo Stato Maggiore dell’Aeronautica.